# Феликс Дзержински
Феликс Едмундович Дзержински (пољ. Feliks Dzierżyński, рус. Феликс Эдмундович Дзержинский; Ивјанец, 11. септембар 1877 — Москва, 20. јул 1926) био је руски комунистички револуционар, учесник Октобарске револуције и први директор совјетске тајне полиције Чека.

## Биографија
Феликс Дзержински је рођен на имању Дзержиново (данашња Белорусија), у породици која је припадала пољском племству. Кренуо је на школовање у Руску гимназију у Вилњусу, али је пре матуре био избачен због „револуционарне активности“. 
Године 1899. био је један од оснивача Социјалдемократске партије Краљевства Пољске и Литваније. Био је хапшен због револуционарних активности 1897. и 1900. године, када је оба пута послан у Сибир, али је оба пута побегао. Након тога се у Берлину упознао са Розом Луксембург и Леом Јогичесом, двоје значајних вођа пољског социјалдемократског покрета. Они су с временом стекли значајан утицај у Партији.
Дзержински је на неко време престао да делује у радничком покрету након смрти његове супруге 1904. године, али се након избијања Руске револуције 1905. године поново активирао. Након пропасти револуције, поново је неко време био затворен, али је успео да побегне.
Од 1910. године, Дзержински је боравио у Пољској, где је управљао Социјалдемократском партијом, ризикујући хапшење. Полиција је 1912. успела да га ухапси, након чега је наредне четири и по године издржавао казну у варшавској Цитадели. Након почетка Првог светског рата, Дзержински је са осталим кажњеницима премештен из Пољске у руски град Орјол. Године 1916. премештен је у затвор Бутирки у Москви. Након избијања Фебруарске револуције, Дзержински је пуштен из затвора и почео да организује пољске избеглице за повратак у Пољску и прикључење револуционарној борби. Међутим, остао је у Москви и постао члан Руске социјал-демократске радничке партије (бољшевика). У априлу је постао члан Московског комитета бољшевика, а касније је изабран у Извршни комитет московског совјета. Тада је успоставио добре односе са Лењином.
Крајем јула, Дзержински је премештен из Москве у Петроград на нове дужности. Учествовао је на седници Централног комитета у октобру и подупро Лењинове захтеве за дизањем револуције. Након победе бољшевика, Лењин је Дзержинског задужио за организовање борбе против потенцијалних и стварних унутрашњих непријатеља. Веће народних комесара је 20. децембра 1917. и званично успоставило Чеку, организацију за борбу против контрареволуције и саботаже, а Дзержински је постао њен први директор. 
Како је Руски грађански рат ескалирао, Чека је појачала своје деловање против контрареволуционара и осталих противника нове власти. Године 1922, по завршетку грађанског рата, Чека је постала Државни политички директорат (рус. ГПУ), као одељење НКВД-а. У периоду од 1921. до 1924. Дзержински је био на дужности министра унутрашњих послова, директор Чеке/ГПУ-а, министар за комуникације и директор Весенке (врховно веће народне економије).
Умро је од срчаног удара 20. јула 1926. у Москви, убрзо након двочасовног говора у бољшевичком Централном комитету усмереног против опозиције на челу с Лавом Троцким, Григоријем Зиновјевим и Левом Камењевим.

### Наслеђе
По њему је назван један од два пољска аутономна дистрикта у Совјетском Савезу. Дзјаржинск, главни град дистрикта, носи назив по њему од 15. марта 1932. Дистрикт је расформиран 1935. када је већина администрације страдала у Стаљинским чисткама.
По Дзержинском је названо шест градова широм Совјетског Савеза. Осим Дзјаржинска, по њему је назван и град Дзержинск, три града у Русији носе назив Дзержински, а такође и био је град Дзержинск (данас Торецк) у Доњецкој области у Украјини. Једно украјинско село у Житомирској области носило је име Дзержинск до 2005. када је преименовано у Романив. У Стаљинграду је по Дзержинском била названа фабрика трактора. Након успостављања НР Пољске, велик број тргова и улица назван је њему у част. Након пада комунизма у Пољској измењена су сва имена улица и тргова који су носили његово име и уклоњене његове статуе.
У Москви се од 1958. у близини седишта КГБ-а, на тргу Лубјанка, налазио велики гвоздени споменик Феликсу Дзержинскомг, знан као „гвоздени Феликс“. Споменик су августа 1991. срушили противници комунистичког режима након неуспелог државног удара. Године 2002, московски градоначелник Јуриј Лушков предложио је обнављање споменика, али се томе успротивила опозиција на челу с либералима и влада у Кремљу. 
У Минску је маја 2006. пред војном академијом подигнута бронзана реплика овог споменика.